# Adampol
Adampol es un pueblo en el distrito administrativo de Gmina Jadów, dentro del Condado de Wołomin, Voivodato de Mazovia (Masovian Voivodeship), en Polonia del este-central. Se encuentra aproximadamente al noroeste de Jadów, al noreste de Wołomin, y a 53 km al noreste de Varsovia.
El pueblo tenía una población de 282 habitantes en 2010 .

## Historia
De 1975 a 1998, la ciudad administrativamente pertenecía al Voivodato de Siedlce.